# Small Isles
Small Isles är öar i Storbritannien.   De ligger i riksdelen Skottland, i den nordvästra delen av landet, 600 km nordväst om huvudstaden London. Det finns fem öar i ögruppen, däribland Eilean nan Gabhar, Eilean nan Coinein, Eilean Diomhain, Pladda och Eilean Bhride. De ligger utanför ön Juras sydöstra kust.